# Odense Q
Odense Q – duński klub piłki nożnej kobiet, mający siedzibę w mieście Odense, na południu kraju. Od sezonu 1989 do sezonu 2019/20 występował w rozgrywkach Kvindeligaen.

## Historia
Chronologia nazw:
- 1971: Odense Boldklubben
- 2016: Odense Q

Kobieca drużyna piłkarska Odense BK została założona w Odense w 1971 roku, chociaż klub macierzysty powstał znacznie wcześniej, 12 lipca 1887 roku.
W sezonie 1982 kobieca drużyna startowała w rozgrywkach Danmarksserien i damefodbold. W 1989 debiutowała w 1. Division. W 1995 zespół po raz pierwszy stał na podium, zajmując trzecie miejsce. Również dotarł do finału Pucharu Danii. W sezonie 1999/2000 zdobył mistrzostwo kraju. W następnym sezonie 2000/01 znów został mistrzem. Klub zawsze grał na najwyższym poziomie mistrzostw. 
W marcu 2016 roku kobieca sekcja OB została odłączona od klubu i reaktywowana jako odrębny klub piłkarski o nazwie 'Odense Q, przejmując licencję ligową począwszy od sezonu 2016/17. W tym samym czasie powstał Team Odense Q jako kooperacja na poziomie młodzieżowym pomiędzy Odense Q, BK Marienlyst i Tarup-Paarup IF.
Po zakończeniu sezonu 2019/20 klub spadł do 1. Division.

## Barwy klubowe, strój, herb, hymn
|  |  |

Klub ma barwy bordowo-czarne. Piłkarki domowe spotkania zazwyczaj grają w bordowych koszulkach, czarnych spodenkach oraz bordowych getrach.

## Sukcesy

### Trofea międzynarodowe
Klub nigdy nie zakwalifikował się do rozgrywek europejskich.

### Trofea krajowe
| \| \| Zdobyte trofea w rozgrywkach Danii (stan na: 31-05-2023) \| |                                                          |      |                                                            |
| Rozgrywki                                                         | Osiągnięcie                                              | Razy | Sezon(y)                                                   |
| Mistrzostwo                                                       | I miejsce                                                | 2    | 1999/2000, 2000/01                                         |
| Mistrzostwo                                                       | II miejsce                                               | 0    |                                                            |
| Mistrzostwo                                                       | III miejsce                                              | 7    | 1995, 1996/97, 1997/98, 1998/99, 2002/03, 2012/13, 2013/14 |
| Puchar                                                            | zdobywca                                                 | 3    | 1997/98, 1998/99, 2002/03                                  |
| Puchar                                                            | finalista                                                | 2    | 1995, 2013/14                                              |
| II liga                                                           | I miejsce                                                | 2    | 2020/21, 2021/22                                           |
| II liga                                                           | II miejsce                                               | 1    | 2006/07                                                    |
| II liga                                                           | III miejsce                                              | 0    |                                                            |
| Dania                                                             | Zdobyte trofea w rozgrywkach Danii (stan na: 31-05-2023) |      |                                                            |

## Poszczególne sezony

### Rozgrywki międzynarodowe

#### Europejskie puchary
Nie uczestniczył w rozgrywkach europejskich.

### Rozgrywki krajowe
| \| Dania \| Bilans występów klubu w rozgrywkach piłkarskich Danii (Stan na 31 maja 2023 r.) \| \| |                                                                                 |        |       |   |   |   |    |    |     |                             |        |        |      |
| Poziom                                                                                            | Rozgrywki                                                                       | Sezony | Mecze | Z | R | P | B+ | B– | Pkt | Lata                        | Awanse | Spadki | Naj. |
| I                                                                                                 | Kvindeligaen                                                                    | 31     |       |   |   |   |    |    |     | 1989–2006, 2007–2020        | 0      | 2      | 1    |
| II                                                                                                | 1. Division                                                                     | 12     |       |   |   |   |    |    |     | 1982–1988, 2006/07, od 2020 | 2      | 0      | 1    |
| III                                                                                               | 2. Division                                                                     | 0      |       |   |   |   |    |    |     |                             | 0      | 0      |      |
|                                                                                                   | Puchar Danii                                                                    | 32     |       |   |   |   |    |    |     | od 1992/93                  | 0      | 0      | 1    |
| Dania                                                                                             | Bilans występów klubu w rozgrywkach piłkarskich Danii (Stan na 31 maja 2023 r.) |        |       |   |   |   |    |    |     |                             |        |        |      |

## Piłkarki, trenerzy, prezydenci i właściciele klubu

### Trenerzy
...
- 21.01.2018–30.06.2019:  Morten Christiansen
- 01.07.2019–31.12.2019:  Steen Hansen
- od 01.01.2020:  Bo Sundahl

## Struktura klubu

### Stadion
Drużyna rozgrywa swoje mecze domowe na boisku Marienlystcentret w Odense, który może pomieścić 1.200 widzów.

## Kibice i rywalizacja z innymi klubami

### Derby
- B 1913